# Baeyer-Oxindol-Synthese
Die Baeyer-Oxindol-Synthese, benannt nach dem deutschen Chemiker Adolf von Baeyer, ist eine Namensreaktion aus dem Bereich der  organischen Chemie und wurde 1878 erstmals beschrieben. Die Baeyer-Oxindol-Synthese ermöglicht die Darstellung von Oxindol aus o-Nitrophenylessigsäure.

## Übersichtsreaktion
Durch Reduktion der Nitrogruppe und anschließendem Ringschluss, wird aus o-Nitrophenylessigsäure das Oxindol gebildet:
Die Reduktion der Nitrogruppe kann dabei mit verschiedenen Reagenzien wie Sn/HCl, Zn/H2SO4 oder Fe/CH3COOH durchgeführt werden.

## Reaktionsmechanismus
Der nachfolgende Mechanismus wird in der Literatur beschrieben:
Im ersten Schritt wird o-Nitrophenylessigsäure (1) zu o-Aminophenylessigsäure (2) reduziert. Die Reduktion verläuft ähnlich der Béchamp-Reduktion.
Im zweiten Schritt kommt es zu einem Ringschluss zwischen der Aminogruppe und dem Kohlenstoffatom der Carboxygruppe. Durch Protonenverschiebung und anschließende Wasserabspaltung entsteht das Oxindol (3);

## Weiterführende Literatur
- Ward C. Sumpter: The Chemistry of Oxindole. In: Chem. Rev. 37, 1945, S. 443–479, doi:10.1021/cr60118a003.